# Noite de Estreia
Opening Night (bra/prt: Noite de Estreia) é um filme estadunidense de 1977, dos gêneros drama e suspense psicológico, dirigido e escrito por John Cassavetes, e estrelado por Gena Rowlands, Ben Gazzara, Joan Blondell, Paul Stewart, Zohra Lampert e o próprio Cassavetes.
A trama retrata a história de uma atriz alcoólatra que, após presenciar a morte acidental de uma fã, começa a ser atormentada pela aparição recorrente da mulher, o que provoca um colapso mental enquanto ela se prepara para a estreia de sua peça teatral na Broadway.
Este foi o quarto dos seis filmes que Cassavetes e Rowlands coestrelaram juntos, e o sétimo dos dez filmes em que ela participou de uma produção dirigida por ele.

## Sinopse
Myrtle Gordon (Gena Rowlands) é uma atriz famosa, porém atormentada, de meia-idade, que está realizando prévias de sua nova peça teatral "The Second Woman" em New Haven, Connecticut, antes de sua estreia na Broadway. Ao sair do teatro após o fim de uma apresentação, Myrtle distribui autógrafos e se depara com uma fã adolescente obsessiva, Nancy Stein (Laura Johnson), que a persegue pela rua e acaba falecendo após ser atropelada por um carro. O incidente deixa Myrtle profundamente perturbada.
Myrtle luta para encontrar um vínculo com sua personagem, percebendo que sua única motivação aparente é sua idade. Durante várias apresentações, ela se desvia do roteiro de diversas maneiras: mudando suas falas, lançando adereços pelo cenário, quebrando a quarta parede e desmoronando no palco. À medida que a estreia se aproxima, a preocupação cresce entre o elenco e a equipe devido à rápida deterioração da saúde mental de Myrtle. Sua fragilidade autodestrutiva a leva à beira de um colapso nervoso, o que pode causar uma catástrofe iminente.

## Elenco
- Gena Rowlands como Myrtle Gordon
- Ben Gazzara como Manny Victor
- Joan Blondell como Sarah Goode
- Paul Stewart como David Samuels
- Zohra Lampert como Dorothy Victor
- John Cassavetes como Maurice Aarons
- Laura Johnson como Nancy Stein
- John Tuell como Gus Simmons
- Ray Powers como Jimmy
- John Finnegan como Bobby
- Louise Fitch como Kelly
- Fred Draper como Leo
- Katherine Cassavetes como Vivian
- Lady Rowlands como Melva Drake
- Carol Warren como Carla
- Briana Carver como Lena
- Angelo Grisanti como Charlie Spikes
- Meade Roberts como Eddie Stein
- Eleanor Zee como Sylvia Stein
- David Rowlands como Porteiro
- Sharon Van Ivan como Shirley
- Jimmy Christie como Operador da Banca de Jornal
- James Karen como Mensageiro do Hotel
- Jimmy Joyce como Barman
- Sherry Bain como Garçonete
- Sylvia Davis Shaw como Camareira do Hotel
- Peter Lampert como Maître

## Produção
As filmagens foram iniciadas em 15 de dezembro de 1976. Embora ambientado em Connecticut e Nova Iorque, as filmagens aconteceram inteiramente em locações em Los Angeles e Pasadena, ambas na Califórnia, substituindo Nova Iorque e New Haven, com as sequências de apresentações teatrais ocorrendo no Auditório Cívico de Pasadena.
Bette Davis foi a atriz originalmente sugerida para assumir a personagem Sarah Goode, a autora da peça teatral do filme, mas Joan Blondell acabou sendo escalada para o papel.

## Lançamento
Assim como em seus filmes anteriores, John Cassavetes teve dificuldades para que a produção conseguisse ser distribuída nos Estados Unidos. Após algumas prévias, o filme estreou com um lançamento limitado em 25 de dezembro de 1977, no Fox Wilshire Theatre, em Los Angeles, onde foi exibido em salas de cinema quase vazias. Quando sua distribuição foi concluída em fevereiro de 1978, o filme havia tido um desempenho ruim nas bilheterias, o que o fez deixar de ser exibido comercialmente em outro lugar. Em março daquele ano, as poucas exibições do filme em Nova Iorque foram igualmente ignoradas. A produção só foi oficialmente adquirida por uma distribuidora estadunidense para seu relançamento em 1991, dois anos após o falecimento de Cassavetes.
Em 1992, um ano após seu relançamento, o filme foi exibido no Festival de Cinema de Cannes.

## Recepção
O filme obteve uma recepção geralmente mista da crítica especializada, que elogiou as atuações dos atores, mas considerou seu tempo de duração tedioso. Na Europa, a produção teve uma recepção geralmente mais positiva, além de sua reputação ter melhorado desde o seu lançamento inicial.
A revista Variety descreveu o desempenho de Gena Rowlands como "virtuoso", mas concluiu que "para o público em geral, [o filme] será visto como estridente, intrigante, deprimente e excessivamente longo". Ela também escreveu que "é um trabalho tão exigente, tão desgastante, que devemos questionar se mais do que um punhado de espectadores estão interessados no esforço". Quando estreou em Nova Iorque, o filme não recebeu nenhuma crítica dos jornais e revistas da época.
Dom Nero, para a revista Esquire, descreveu-o como um filme de terror ou filme de terror artístico, escrevendo: "Da mesma forma que sua sequência de abertura amplifica os aplausos mundanos de uma plateia em um som violentamente furioso, [o filme] pega nossa realidade e apresenta a escuridão simultânea dentro dela como os filmes de horror impulsionados pela verdade, como Get Out. Na forma como envolve Gena Rowlands em longas capas e golas pretas semelhantes a espectros – e o mundo primitivo ao seu redor colorido em vermelhos brilhantes e sangrentos – ele transforma um espelho de casa de diversões nos rituais quase satânicos de atuação cinematográfica e cultura de estrelas de cinema, como em Mulholland Drive. Da mesma forma que sua trilha sonora minimalista e assombrosa lembra um tema de John Carpenter, ele faz uma ruptura psicológica tão agourenta quanto um bicho-papão mascarado assombrando adolescentes suburbanos".
Bárbara Janicas, em sua crítica para o À pala de Walsh, escreveu que o filme "retoma assim a tradição hollywoodiana do melodrama feminino em torno de uma atriz envelhecida, cujo exemplo mais célebre é talvez All About Eve (1950), de Joseph L. Mankiewicz, com Bette Davis no papel epônimo". Janicas também declarou que "contrariamente ao filme de Mankiewicz, em que a admiradora mais jovem faz tudo para ocupar o lugar do seu ídolo, no filme de Cassavetes, é Myrtle quem fica obcecada com a imagem da fã que a abordara momentos antes de morrer, ao ponto de ver nela o símbolo dessa época de juventude áurea, já perdida, mas ainda desejada".
No Rotten Tomatoes, site agregador de críticas, 96% das 26 críticas do filme são positivas, com uma classificação média de 7,8/10. O consenso do site diz: "Opening Night é tão denso e difícil quanto se poderia esperar de John Cassavetes, mas até os detratores do diretor serão incapazes de negar o poder da performance de Gena Rowlands". O Metacritic, que utiliza uma média ponderada, atribuiu ao filme 69/100 pontos baseados em 15 críticas, indicando críticas "geralmente favoráveis".

## Prêmios e indicações
| Ano  | Cerimônia                    | Categoria                                          | Indicado        | Resultado | Ref.          |
| ---- | ---------------------------- | -------------------------------------------------- | --------------- | --------- | ------------- |
| 1978 | Globo de Ouro                | Melhor atriz em filme dramático                    | Gena Rowlands   | Indicada  | [ 18 ] [ 19 ] |
| 1978 | Globo de Ouro                | Melhor atriz coadjuvante                           | Joan Blondell   | Indicada  | [ 18 ] [ 19 ] |
| 1978 | Festival de Cinema de Berlim | Urso de Ouro                                       | "Opening Night" | Indicado  | [ 20 ] [ 21 ] |
| 1978 | Festival de Cinema de Berlim | Urso de Prata de melhor atriz                      | Gena Rowlands   | Venceu    | [ 20 ] [ 21 ] |
| 1978 | Festival de Cinema de Berlim | Prêmio Otto Dibelius de melhor filme internacional | "Opening Night" | Venceu    | [ 20 ] [ 21 ] |

## Na cultura popular
O filme já foi referenciado por diversos músicos. O EP "Back to the Beat", da banda Motion City Soundtrack, apresenta uma música intitulada "Opening Night", em referência ao título da produção. O álbum "Stay Positive" (2008), da banda The Hold Steady, faz várias alusões ao filme; a música de encerramento "Slapped Actress" é a mais explícita.
A canção "Shut Up", a primeira faixa do álbum "Silence Yourself" (2013), da banda Savages, começa com um diálogo entre Gena Rowlands e Joan Blondell retirado do filme. O videoclipe da música "Exploitation", de Róisín Murphy, incluída no álbum "Hairless Toys" (2015), serve como uma homenagem à produção.
Jessica Pratt citou o filme como uma influência em seu álbum "Quiet Signs" (2019), além de ter intitulado a primeira faixa instrumental "Opening Night". Descrevendo sua reação ao filme depois de assisti-lo em uma exibição, ela disse: "Às vezes, quando você vê um filme, especialmente um filme emocional e angustiante como esse, ele pode ficar fervendo em seu subconsciente por um tempo. Ele definitivamente ficou em mim".
Pedro Almodóvar inspirou-se na cena do acidente do filme para criar o conflito dramático central de seu filme "Tudo sobre Minha Mãe" (1999).
Rufus Wainwright e Ivo van Hove adaptaram a história para um musical, que teve um "lançamento estritamente limitado" a partir de 6 de março de 2024 no Gielgud Theatre, no West End de Londres.